# Žitopek Niš
Žitopek Niš (code BELEX : ZTPK) est une entreprise serbe qui a son siège à Niš, en Serbie. Elle travaille dans le secteur agroalimentaire.

## Histoire
Žitopek Niš a été créée le 3 mars 1947. Constituée de 14 puis de 32 boulangeries, Žitopek est rapidement devenue le principal fournisseur en pain de la ville de Niš. En 1960, la société a fusionné avec son concurrent le plus important, la coopérative boulangère Soko, pour former la société Bubanj, qui, peu après, a repris l'ancien nom de Žitopek. Les années 1960 ont été marquées par un important développement de l'entreprise qui, en 1968, grâce à l'aide financière de Fidelinka Subotica, a alors construit l'une des plus grandes usines boulangères de l'ex-Yougoslavie. 
La société a été admise sur le marché non réglementé de la Bourse de Belgrade le 6 juin 2007.

## Activités
Žitopek Niš produit en moyenne 90 000 pains frais ou congelés par jour, dans 5 unités de production réparties à Niš et à Prokuplje. La société dispose de 76 véhicules spéciaux pour la livraison de ses produits, qui sont distribués dans 9 municipalités de Serbie : Kuršumlija, Blace, Merošina, Doljevac, Žitorađa, Prokuplje, Gadžin Han, Svrljig et Niš, avec un marché d'environ un demi million d'habitants.
Žitopek propose à ses clients toute une gamme de pains, pain blanc, pain français, pain intégral, pain de seigle etc., mais aussi des pâtisseries, le tout frais ou congelé.

## Données boursières
Le 21 juin 2013, l'action de Žitopek Niš valait 520 RSD (4,53 EUR). Elle a connu son cours le plus élevé, soit 3 280 RSD (28,63 EUR), le 7 juillet 2008 et son cours le plus bas, soit 500 RSD (4,36 EUR), le 11 mai 2012.
Le capital de Žitopek Niš est détenu à hauteur de 58,70 % par des entités juridiques, dont 24,97 % par Samly et 24,96 % par Klas d.o.o. Beograd ; les personnes physiques en détiennent 41,29 %.